# Fenologia

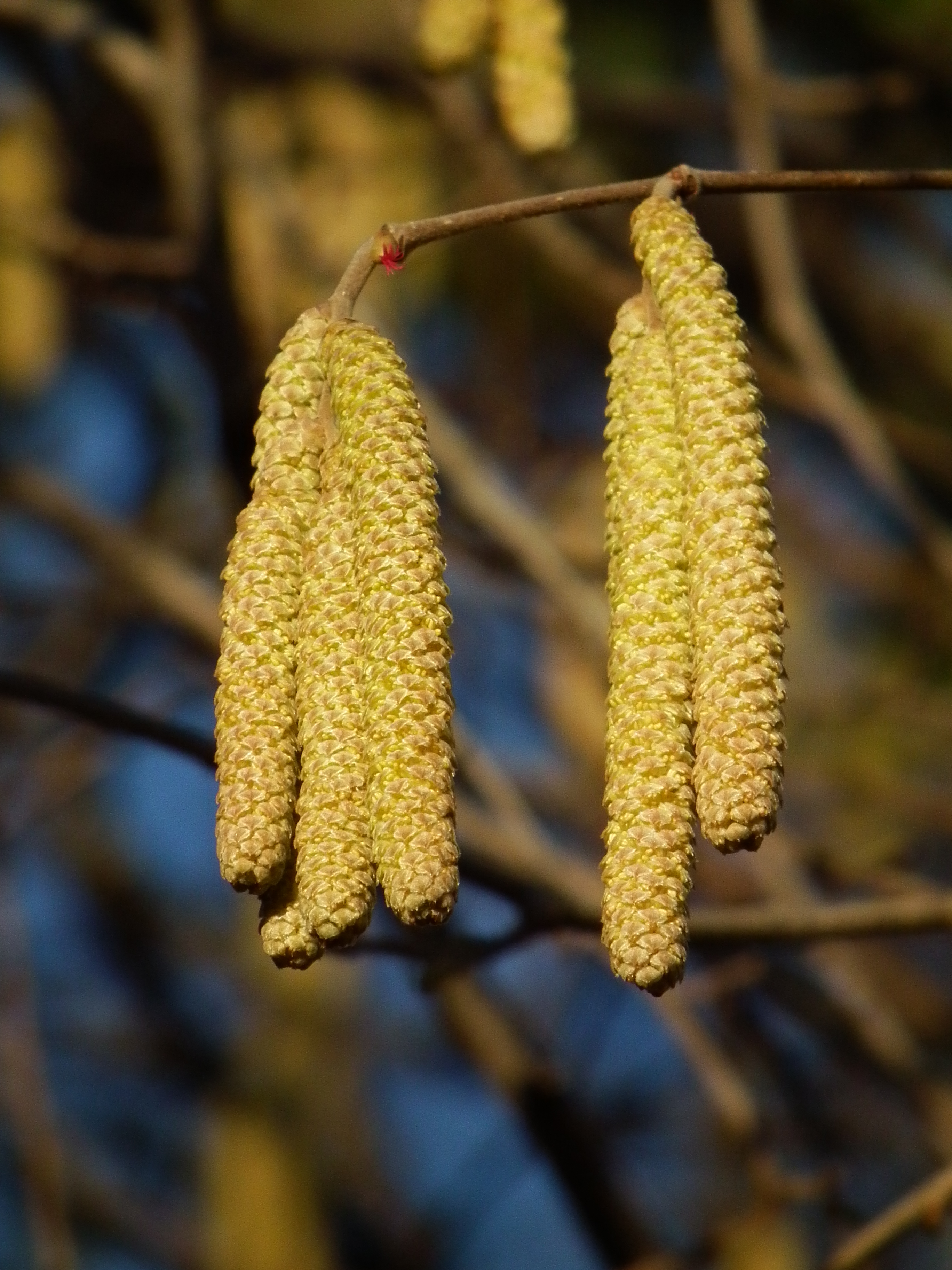
Kwitnąca leszczyna pospolita zwiastun zarania wiosny.

Fenologia (gr. phaínomai – przejawiam, pokazuję się) – nauka badająca zależność pomiędzy zmianami czynników klimatycznych a periodycznymi zjawiskami w przyrodzie ożywionej, takimi jak kiełkowanie, kwitnienie, owocowanie, zrzucanie liści u roślin, zapadanie w sen zimowy, odloty ptaków do cieplejszych regionów, wystąpienie dwóch pokoleń u niektórych owadów. Ze względu na przedmiot badań można wyróżnić: fitofenologię, zoofenologię oraz agrofenologię.
Sezonową rytmikę zmian fenologicznych, następującą w cyklach rocznych, ukazuje się na mapach za pomocą izofen, linii łączących miejscowości, w których jednocześnie występują dane zjawiska fenologiczne.

## Historia
- Pierwsze zapiski fenologiczne były odnotowywane w latach 1480–1527 na Akademii Krakowskiej w Polsce. Dotyczyły pory zakwitania i owocowania roślin pożytecznych w okolicy Krakowa.
- Karol Linneusz zapoczątkował nowoczesne obserwacje fenologiczne w połowie XVIII wieku i od tego czasu rozwija się w Europie sieć stacji fenologicznych.
- W połowie XIX wieku Adolphe Quételet, ujednolicając metody fenologiczne, opisał około 300 gatunków roślin i zwierząt będących obiektem obserwacji fenologicznych.
- W 1895 roku Egon Ihne(inne języki) zaproponował wydzielenie 7 fenologicznych pór roku.
- Od 2007 roku Instytut Meteorologii i Gospodarki Wodnej prowadzi na obszarze Polski systematyczne obserwacje fenologiczne 10 roślin dziko rosnących.

## Znaczenie
W gospodarce rolnej fenologia ułatwia dokonanie wyboru odpowiedniej odmiany rośliny uprawnej, ustalenie terminu siewu i zbioru, przewidywanie pojawienia się szkodników upraw.

## Fenologiczne pory roku
Na podstawie obserwacji fenologicznych dr Egon Ihne w strefie klimatu umiarkowanego można wyróżnić 7 fenologicznych pór roku i ósmą porę, w której następuje przerwa w zjawiskach fenologicznych.
|         | Fenologiczna pora roku | Obserwowane rośliny                                                                                             | Przeciętny termin | Przeciętny termin |
| ------- | ---------------------- | --- | ----------------- | ----------------- |
| Legnica | Fenologiczna pora roku | Obserwowane rośliny                                                                                             | Suwałki           |                   |
| 1       | Początek wiosny        | zakwitanie leszczyny pospolitej, i podbiału pospolitego                                                         | 1.03              | 30.03             |
| 2       | Wczesna wiosna         | początek listnienia brzozy brodawkowatej, kwitnienie: mniszka lekarskiego, czeremchy zwyczajnej                 | 24.04             | 4.05              |
| 3       | Pełnia wiosny          | zakwitanie kasztanowca zwyczajnego, kwitnienie bzu lilaka                                                       | 10.05             | 22.05             |
| 4       | Wczesne lato           | zakwita robinia akacjowa                                                                                        | 5.06              | 15.06             |
| 5       | Lato                   | zakwitanie lipy drobnolistnej                                                                                   | 30.06             | 7.07              |
| 6       | Wczesna jesień         | kwitnienie wrzosu zwyczajnego, dojrzewanie owoców kasztanowca zwyczajnego i leszczyny pospolitej                | 30.08             | 28.8              |
| 7       | Jesień                 | żółknięcie liści kasztanowca zwyczajnego, żółknięcie i opadanie liści lipy drobnolistnej i brzozy brodawkowatej | 25.10             | 14.10             |
| 8       | Zima                   | spoczynek roślin, pokrywa śnieżna                                                                               | 8.12              | 9.11              |

- podział na 10 – 12 pór roku[6].

1. Przedwiośnie (zaranie wiosny)
2. Pierwiośnie (wczesna wiosna)
3. Wiosna (pełnia wiosny)
4. Wczesne lato
5. Lato (pełnia lata)
6. Późne lato
7. Wczesna jesień
8. Jesień (pełnia jesieni, złota jesień)
9. Późna jesień
10. Zima, czasami w obrębie zimy wyróżnia się dodatkowo:
  - Przedzimek
  - Pełnia zimy
  - Spodzimek

## Projekty obserwacji fenologicznej
Od 2007 r. Instytut Meteorologii i Gospodarki Wodnej prowadzi na obszarze polski w 51 stacjach systematyczne obserwacje fenologiczne 10 roślin – zakres krajowy.
Projekt „BEAGLE” (ang. Biodiversity Education and Awareness to Grow a Living Environment) międzynarodowe obserwacje fenologiczne 6 gatunków drzew.
Projekt „Spring Alive” międzynarodowe obserwacje fenologiczne migracji 5 gatunków ptaków.
Projekt „Pora na pory – obserwacje fenologiczne” obserwacje fenologiczne 3 gatunków roślin.